# San Fulgencio (1787)
El San Fulgencio fue un navío de línea de dos cubiertas y 64 cañones nominales, líder de su clase homónima, siendo botado para la Armada española en 1787. De acuerdo con los estándares británicos quedaba categorizado como navío de tercera clase, con dos cubiertas de cañones.

## Construcción
Constituyó clase junto con el San Leandro y el San Pedro de Alcántara. Diseñado por el ingeniero naval José Romero y Fernández de Landa, el buque fue encargado el 16 de mayo de 1786 en el Arsenal de Cartagena, donde se colocó la quilla al año siguiente. El parte mensual de agosto de 1787, reflejaba la construcción del San Fulgencio y el San Francisco de Paula, así como la conclusión del león del San Fulgencio, entre otras actividades.
El barco fue botado el 3 de noviembre de 1787 y puesto en servicio el 10 de abril de 1788.

## Historial
El 10 de enero de 1788 el barco transportaba soldados desde Barcelona a Mallorca con la fragata Santa Florentina. El 17 de abril el barco llegó procedente de Cartagena a Cádiz, donde se incorporó a la escuadra de pruebas del General José de Córdova y Ramos, formada por el San Ildefonso y el bergantín Galgo, realizando pruebas de comparación el 23 y el 24 de mayo de 1788. El fondo del barco fue cobreado el 19 de junio de 1788 en el astillero de San Luis de Cádiz. Nuevamente se hicieron pruebas, concluyendo el 5 de octubre de ese mismo año.
Participó en febrero de 1789 en la escuadra del Teniente General Félix de Tejada. El barco partió de Ferrol en octubre y llegó a Cádiz el 3 de noviembre, desde donde partió hacia Cartagena en diciembre. En enero de 1790 el barco zarpó de Cartagena con la fragata Mahonesa rumbo a Mallorca, desde donde continuaron hasta Barcelona para recoger soldados. Llegaron a Mallorca el 29 de enero con tropas y nuevamente el 20 de febrero. En marzo el barco se encontraba en Mahón transportando tropas con las fragatas Mahonesa y Santa Brígida.
El 3 de abril de 1790 el barco partió de Cartagena con la escuadra de pruebas de Francisco de Borja. Patrulló con el navío Europa y las fragatas Santa Teresa, Perla, Juno y Santa Dorotea en el Mediterráneo al mando de Souza. Fue del 21 al 24 de abril cuando realizó nuevamente pruebas de comparación. El 30 de mayo, el barco regresó de un viaje de patrulla con la escuadra a Cádiz, donde se unió a la flota reunida para la campaña de Nutka en junio. El barco salió de Cádiz en julio de 1790 en una escuadra de socorro. El 14 de septiembre de 1790 salió de Cádiz para auxiliar Ceuta en la escuadra de Moreno, cuyos otros barcos eran Firme y Glorioso y las fragatas Nuestra Señora de la Soledad y Santa Brígida. La escuadra llegó a Algeciras, desde donde transportó soldados y pertrechos a Ceuta. El 27 de octubre la escuadra se encontraba en Mezalquivir. En 1793, el barco se encontraba en reserva en Cartagena.
El 23 de junio de 1793 el barco partió de Cartagena con las fragatas Diana y Florentina rumbo al Golfo de Rosas para apoyar a las fuerzas terrestres en la lucha contra los franceses. Se incorporó a la flota de Juan de Lángara en 1793. El barco se encontraba en la Bahía de Rosas, donde también se encontraban el buque insignia de Moreno San Felipe Apóstol, el San Julián y la fragata Santa Florentina. El 1 de septiembre de 1793 el barco llegó a Tolón en la escuadra de Moreno llevando tropas españolas. El 5 de septiembre, el barco protegió un convoy que transportaba suministros desde Tolón a Italia. Regresó a Tolón el 27 de septiembre, acompañado de 14 buques mercantes que transportaban suministros. En octubre, el barco transportaba trigo de Tolón a Cerdeña, pero tras sufrir daños durante una tormenta tuvo que dirigirse a Caller. El barco transportaba trigo de Tolón a Mahón. El barco llegó a Cartagena en diciembre, de donde partió en abril de 1794 hacia Livorno al mando de Juan de Lángara. El 11 de julio el buque transportaba pertrechos hacia el Golfo de Rosas al mando de Lángara. En 1794, el barco estuvo en Mahón y Cádiz. El 21 de septiembre el barco condujo a Cartagena a tres barcos capturados.
En septiembre de 1794, el barco se encontraba en Cádiz, desde donde transportaba reabastecimientos al Callao el 28 de diciembre. El 30 de diciembre el barco regresó con una vía de agua a Cádiz, de donde partió el 4 de febrero de 1795, nuevamente hacia el Callao. El barco llegó el 17 de febrero a Tenerife, de donde partió el 18 de febrero. El 11 de junio el barco arribó a Montevideo para su reacondicionamiento, luego de sufrir daños en el Cabo de Hornos. El barco partió de Montevideo con las fragatas Santa Rosalía y Nuestra Señora del Carmen. El 30 de junio la escuadra llegó a Cádiz con casi siete millones de pesos. El barco estuvo en 1796-1798 en la flota de Mazarredo cuando fue bloqueado por la Royal Navy en Cádiz.
En 1798, el barco protegió a seis cargueros que transportaban tropas, mercurio y mercancías desde Cádiz a Cartagena de Indias cuando logró evadir la flota de bloqueo con junto al San Ildefonso y las fragatas Ceres, Nuestra Señora de la Asunción, Ifigenia, Diana y Vestal de la flota francesa. El 1 de enero de 1799, la tripulación del barco capturó una corbeta corsaria de 16 cañones. El 17 de enero de 1799 el barco regresó en solitario a Cartagena de Indias desde La Guaira, donde había transportado soldados y pertrechos. El 7 de febrero el barco llegó solo a Veracruz, de donde partió el 28 de marzo con el San Ildefonso y las fragatas Esmeralda, Santa Clara, Medea, Juno y Anfitrite hacia La Habana. El departamento también incluía dos embarcaciones más pequeñas. El 15 de abril el departamento llegó a La Habana con un convoy que transportaba casi siete millones de pesos. El 17 de abril, el barco, junto con la Esmeralda, Santa Clara y Medea, transportaron los fondos más alla de La Habana. La escuadra llegó el 15 de mayo a Santoña, desde donde protegió un convoy de siete cargueros rumbo a Santander en junio. El 4 de julio la escuadra protegió un convoy de 67 buques mercantes procedentes de Santander, con el que llegó a Ferrol el 10 de julio. En agosto de 1800 el barco se encontraba en Ferrol, donde fue puesto en reserva.
Joaquín Rodríguez de Rivera y Díaz de Córdova obtuvo el mando del buque en 1804 y quedó adscrito a la flota de D.0 Domingo de Grandallana y Sierra hasta 1805. Llegó el 20 de mayo de 1805 a la flota de Federico Gravina en Cádiz. El 9 de septiembre de 1805 la tripulación del barco fue trasladada a Santa Ana de Cádiz. En junio de 1808, el barco se encontraba en Cádiz cuando el almirante francés Rosily se rindió. El 1 de octubre de 1808 el barco partió de Cádiz rumbo al Callao, a donde llegó el 29 de enero de 1809. Al barco se le sumó la fragata Astrea, con la que, el 27 de abril de 1809, transportó desde el Callao seis millones de pesos. Llegaron a Cádiz el 17 de agosto, donde el barco fue asediado por fuerzas francesas el 18 de abril de 1810. El 15 de mayo de 1810 el barco perdió el ancla de fondeo en un fuerte temporal en Cádiz. El 18 de mayo el barco partió de Cádiz rumbo a La Habana, donde permaneció de 1810 a 1814. Por falta de mantenimiento y carena, el barco se fue a pique en 1814 en La Habana.